# 492 aC
El 492 aC va ser un any del calendari romà pre-julià. A l'Imperi Romà es coneixia com l'Any del Consolat de Macerí i Augurí (o també any 262 ab urbe condita). La denominació 492 aC per a aquest any s'ha emprat des de l'edat mitjana, quan el calendari Anno Domini va ser el mètode prevalent a Europa per a anomenar els anys.

## Esdeveniments

### Grècia
- Darios I el Gran, de Persa va decidir enviar una expedició militar dirigida pel seu gendre Mardoni, que va creuar l'Hel·lespont i va sotmetre Macedònia i Tràcia, però les tribus tràcies, especialment els brigis, el van derrotar entre l'Estrímon i l'Àxios. La flota va ser destruïda per una tempesta prop del mont Atos, a l'extrem de la península d'Actea a Calcídia. Va ser l'inici de la Primera Guerra Mèdica.[2]
- Després de la Revolta Jònica, Mardoni va sortir cap a Grècia per castigar sobretot a Erètria i Atenes, que havien ajudat els jonis. Abans va aturar-se a les ciutats de Jònia per deposar els tirans perses i instaurar-hi governs democràtics, probablement perquè els jonis no es tornessin a revoltar un cop se n'hagués anat l'exèrcit persa.[3]
- Cleomedes d'Astipalea, als Jocs Olímpics va matar al seu adversari Icos, d'Epidaure en un combat de pugilat. Els jutges no el van declarar vencedor, perquè deien que havia lluitat de forma deslleial. Cleomedes es va tornar boig.[4][5]

### República Romana
- Tit Gegani Macerí i Publi Minuci Augurí són elegits cònsols a Roma. Durant el seu mandat es va produir una gran fam a Roma, perquè la plebs s'havia revoltat i s'havia retirat al Mont Sagrat deixant els camps per cultivar. Minuci Augurí va dedicar-se a obtenir subministrament de gra per alleujar la fam a la ciutat.[6]
- Aristodem, tirà de Cumes, va rebre una ambaixada romana que anava a demanar gra per combatre la fam d'aquell any, però quan les naus ja estaven carregades amb el gra ofert pel poble, el tirà va confiscar el carregament al·legant que el seu valor era equivalent a la propietat cedida a Tarquini el Superb, que al ser expulsat de Roma s'havia refugiat a la ciutat.[7][8]

### Sicília
- Hipòcrates de Gela, després de fer la guerra contra Siracusa, a la que va derrotar en una gran batalla a la vora del riu Heloros (sembla que va arribar a atacar Siracusa mateix acampant a la seva rodalia), va veure que intervenien Corint i Corcira i va haver de negociar la pau. Els siracusans, a canvi dels nombrosos presoners que Hipòcrates havia fet a Heloros, li van cedir el territori de Camarina, ciutat que havia estat destruïda pels siracusans i que va reconstruir.[9]